# ジョン・デイヴィス (探検家)

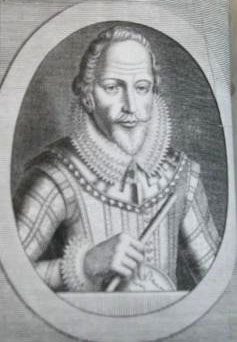
17世紀に描かれたジョン・デイヴィスの肖像

ジョン・デイヴィス（John Davis、1550年ごろ - 1605年12月29日）は、イギリスの航海者、探検家。イングランド女王エリザベス1世の時代に活躍した人物で、北極海および極東の探検で知られる。

## 生涯と活動
デイヴィスはデヴォン州ダートマス近郊のサンドリッジ（Sandridge）で1550年頃生まれ、1550年10月に同州のストーク・ガブリエル（Stoke Gabriel）で洗礼した記録がある。少年時代から船乗りとなり、近くに住んでいたエイドリアン・ギルバート（Adrian Gilbert）と共に航海に出ている。デヴォン州出身のギルバート家、およびローリー家（同時期の探検家ウォルター・ローリーを輩出した）はデイヴィスの親しい隣人であり、彼らとの交友から生涯にわたり様々な利益を得た。

### 北西航路
1583年1月、デイヴィスは、エリザベス1世の寵臣であったフランシス・ウォルシンガムやジョン・ディーらに、北西航路の航海という考えを披露したと見られている。1585年、デイヴィスは支援を受けて最初の北西航路探検に出発した。彼は氷に覆われたグリーンランド東海岸へと向かい、海岸沿いに南へ向かってグリーンランド南端のフェアウェル岬を回り、西海岸を北上した。その先についに氷のない海を見つけたデイヴィスは、中国へ向けてまっすぐ北西へと針路をとった。この海が、現在では彼の名をとってデイヴィス海峡と呼ばれる、グリーンランドとバフィン島の間の海峡である。北緯66度でバフィン島にぶつかったデイヴィスは、島東部のカンバーランド湾を海峡と信じて進入したが、8月末には引き返さざるを得なくなった。
1586年、および1587年にも北西航路に挑戦した。1587年の3度目の航海では、デイヴィス海峡を通り抜けてバフィン湾に入り、グリーンランド西海岸を北上しながら北緯70度（現在のウペルナビクの南）まで達した。彼は音楽家を引き連れており、イヌイットらとの接触の際に音楽家に演奏させて水夫らを踊らせ、関係を築いたという。ここからデイヴィスは西へ向かい、北アメリカ大陸の北端を回って西の中国へ至る航路を見つけようとしたが果たせなかった。デイヴィスは、カンバーランド湾（Cumberland Sound）、ウォルシンガム岬（Cape Walsingham）、エクセター湾（Exeter Sound）など、北極圏のバフィン島周辺に今も残る地名を名付け、ウィリアム・バフィンやヘンリー・ハドソンらに並び、初期の偉大な北極探検家と称されるほどの業績を残した。しかしデイヴィスはマーティン・フロビッシャー同様、「怒り狂う逆波」（Furious Overfall）と呼ばれた、流れの激しいハドソン海峡を通り抜けることができず、その先にあるハドソン湾を発見することは出来なかった。

### スペインとの戦争とフォークランド諸島
1588年、デイヴィスはブラック・ドック号の船長となり、スペイン艦隊とのアルマダの海戦に臨んだと見られる。1589年、デイヴィスは海軍軍人のカンバーランド公ジョージ・クリフォードとアゾレス諸島沖で合流している。
1591年にはトーマス・キャヴェンディッシュの2度目の航海に加わった。キャヴェンディッシュは私掠船に乗ってスペイン船を襲いながら世界一周航海を成し遂げた人物で、デイヴィスは彼に同行して太平洋へ向かい、逆側から（北アメリカ大陸の西海岸から）北西航路の探検を行おうとした。キャヴェンディッシュはブラジルでのポルトガル人との交戦で部下多数を失い南大西洋で没したが、デイヴィスが残った部下や船を引き継いで自らの航海を果たそうとした。彼はマゼラン海峡に向かったが悪天候に阻まれ、戻る途中の1592年8月にディザイア号の船上からフォークランド諸島を発見した。デイヴィスは部下に命じて食料とするためにペンギン多数を狩り保存食としたが、熱帯の暑さでだめになってしまった。彼らは飢餓に襲われ、イギリスに戻ったときには76人の乗組員のうち14人しか生存していなかった。

### 航海術への貢献と水先案内人としての活動
1594年には実践的な航海術についての論文 『船乗りの秘密』（The Seamans Secrets）を、1595年にはより理論的な著作 『世界の水路学的記述』（The World's Hydrographical Description）を著している。また、当時航海の際の測量用具であったクロス・スタッフを改良してデイヴィス四分儀を発明した。1730年頃にジョン・ハドリーが八分儀を発明するまで、デイヴィス四分儀はイギリスの船乗りに愛用された。
1596年から1597年にかけてデイヴィスはウォルター・ローリーとともにカディスおよびアゾレス諸島へと航海した。1598年から1600年にかけてはオランダの東インド諸島探検に水先案内人として加わり、海図や地形図を作成した。1601年から1603年にかけて、ジェームズ・ランカスター（Sir James Lancaster）率いるイギリス東インド会社の第1回東南アジア航海に、水先案内の責任者として同行した。オランダ東インド会社の東南アジア航海で経験を積んだ彼の案内によりこの航海は無事成功し、大きな利益を出資者にもたらした。
1604年にはイギリス東インド会社のエドワード・マイケルボルン（Sir Edward Michelborne）の水先案内人として再度東南アジアに向かった。しかし、この航海で、マレー半島付近で日本人海賊に襲われデイヴィスは落命した。マイケルボルンは、1606年にイギリスに戻った後、デイヴィスの最後の航海の記録を著述している。